# 제종철
제종철(1968년 11월 20일 ~ 2003년 11월 20일)은 대한민국의 학생운동가, 노동운동가다.
경상남도 진주시 출신. 1987년 한국외국어대학교 폴란드어학과에 입학, 1989년 총학생회 기획부장, 1994년 한국대학총학생회연합(한총련) 연대사업위원장을 역임했다. 
2002년 미군 장갑차 압사사건이 발생하자 촛불집회를 조직했다. 2003년 민주노총 금속노조 경기북부지역지회 교섭위원을 역임했고, 같은 해 11월 18일 설립된 경기북부지역 일반노조 부위원장을 맡았다. 이틀 뒤인 11월 20일 미군 무죄평결 1주년 촛불집회에 참여하고 귀가 도중 의정부역 앞 철길 위 변사체로 발견되었다.  경찰은 자살 내지 사고사로 결론내고 수사를 종결했지만 뚜렷한 자살 동기가 없고, 열차에 치여 죽었다기에는 시신 훼손이 거의 없었던 바 사인은 미스터리로 남았다.